# Шутиха
«Шутиха» — фантастический роман Генри Лайона Олди (Дмитрия Громова и Олега Ладыженского), впервые изданный в 2003 году. По жанру роман ближе к притче или городской сказке, чем к научной фантастике или фэнтези.

## Сюжет
Среди многочисленных фирм открылась новая, под названием «Шутиха», предлагающая гражданам завести себе персонального шута, причём как терапевтическое средство: «При правильном подборе и регулярном употреблении шут способен положительно влиять на следующие виды эндогенной депрессии: тоскливая, тревожная, анестетическая, заторможенная, адинамическая, дисфорическая и т. д.» Вначале потенциальная аудитория относится к новому виду сервиса настороженно, но затем проникается идеей шутовства, так как этот способ «лечения» и в самом деле действует: у шутовладельцев не только улучшается настроение, но и сами собой решаются деловые проблемы, улучшаются отношения с детьми, знакомыми и налоговой инспекцией.
Дочь полиграфической акулы пытается выйти из жизненного тупика, избавиться от хандры посредством приобретения шута…

## Художественные особенности
«Шутиха» — роман о «новорусском» быте — перерастает в философский гротеск. Для языка произведения характерны намеренно усложнённая метафоричность, фонтан словоплетения, крестословицы, словесной игры, цветастых эпитетов, шуток, аллюзий. Стилистически «Шутиха» близка к произведениям Михаила Булгакова. Чтобы правильно воспринять роман, нужно вчитываться, порой перечитывать одну и ту же фразу несколько раз. Эта усложнённость языка, как отмечает литературовед и критик И. Чёрный, может оттолкнуть массового читателя, открывшего книгу, желая отдохнуть и развлечься.

## Критика
Рецензент Д. Мартин в газете «Книжное обозрение» пишет:

Приятно, что книга получилась по-настоящему смешная. И удивительно органичная. Нашлось в ней место и для серьёзных цитат из Юнга, Бахтина, Тертуллиана и Кроули. И для экскурсов в историю шутовства от Древнего Рима до современности. Ведь Шут — это вам не просто кривляющийся дурак. Это вам Архетип. Меркурий и Локи. Воплощение Хаоса, уравновешивающего Порядок. Клапан, выпускающий пар из котла мироздания, — а ну как рванёт?